# Neohylomys hainanensis
Neohylomys hainanensis är ett däggdjur i underfamiljen råttigelkottar och den enda arten i sitt släkte.

## Beskrivning
Arten lever endemisk i södra delen av den kinesiska ön Hainan. Den vistas där i städsegröna regnskogar.
Neohylomys hainanensis når en kroppslängd (huvud och bål) av 12 till 15 cm, en svanslängd av 3,5 till 4 cm och en vikt mellan 50 och 70 gram. Pälsen har en gråbrun färg och på ryggens mitt finns en längsgående svart strimma. Kroppssidorna är lite mer olivgul och buken har en grå till vitgul färg. Antalet hår på öronen, fötterna och svansen är mycket få.
Djuret använder underjordiska håligheter för att förvara föda där. Annars är nästan ingenting känt om levnadssättet.
Arten hotas främst av habitatförstörelse på grund av skogsbruk och skogarnas omvandling till jordbruksmark. IUCN listar Neohylomys hainanensis som starkt hotad (EN).